# Stilpnus henryi
Stilpnus henryi là một loài tò vò trong họ Ichneumonidae.